# Narodi svijeta L
Narodi svijeta L
La Chí. Ostali nazivi:
- Lokacija: Vijetnam
- Jezik/porijeklo:
- Populacija:
- Kultura:
- Vanjske poveznice:

La Ha. Ostali nazivi:
- Lokacija: Vijetnam
- Jezik/porijeklo:
- Populacija:
- Kultura:
- Vanjske poveznice:

Lakci. Ostali nazivi: Kazikumuhci (Kazikumuhcy), Лакцы (ruski)
- Lokacija:
- Jezik/porijeklo:
- Populacija (2007):
- Vanjske poveznice:

 Lamuti →Eveni.
Lao. Ostali nazivi:
- Lokacija: Laos, Vijetnam
- Jezik/porijeklo:
- Populacija:
- Kultura:
- Vanjske poveznice:

Laponci. Ostali nazivi: Lapi, Sami, Saami
- Lokacija: Laponija
- Jezik/porijeklo:
- Populacija (2007):
- Vanjske poveznice:

Letonci. Ostali nazivi:
- Lokacija:
- Jezik/porijeklo:
- Populacija (2007):
- Vanjske poveznice:

Lezgini. Ostali nazivi: Лезгины (ruski)
- Lokacija:
- Jezik/porijeklo: lezginski narodi
- Populacija (2007):
- Vanjske poveznice:

Li. Ostali nazivi: sebe zovu Sai
- Lokacija: Hainan, Kina.
- Jezik/porijeklo: sinotibetski. Sastoje se od 5 grupa: Qi, Ha, Run, Sai i Meifu.
- Populacija (2007):
- Kultura: tetoviranje tijela u dobi od 12.- do 13.-te godine.
- Vanjske poveznice: Li

 Limljani, crnogorsko pleme iz Crmničke nahije
Lipan
Lisu. Ostali nazivi:
- Lokacija: Yunnan, Sichuan, Kina, Mjanmar, Tajland
- Jezik/porijeklo: sinotibetski
- Populacija (2007):
- Vanjske poveznice:

Litvanci. Ostali nazivi:
- Lokacija:
- Jezik/porijeklo:
- Populacija (2007):
- Vanjske poveznice:

Litvanski Tatari. Ostali nazivi: Bjeloruski Tatari, Poljski Tatari, Bjeloruski Muhamedanci i Bjeloruski Muslimani.
- Lokacija:
- Jezik/porijeklo:
- Populacija (2007):
- Vanjske poveznice:

Livonci. Ostali nazivi:
- Lokacija:
- Jezik/porijeklo:
- Populacija (2007):
- Vanjske poveznice:

Lolo. Ostali nazivi: Lo Lo, Yi, Lô Lô
- Lokacija: Laos, Vijetnam
- Jezik/porijeklo:
- Populacija:
- Kultura:
- Vanjske poveznice:

Lự. Ostali nazivi: Lu
- Lokacija: Vijetnam, Kina, Tajland
- Jezik/porijeklo:
- Populacija:
- Kultura:
- Vanjske poveznice:

Lüüdiköit. Ostali nazivi: Luudikoit, oba imena su vlastita. Lyydiläiset  (finski), Ludic Karelians i Lyydi Karelians (engleski)
- Lokacija: Karelija, kod Petrozavodska.
- Jezik/porijeklo: lüüdi ili luudikiel
- Populacija (2007):
- Vanjske poveznice:

Laaru (Larawa)   	Niger, Nigerija 
Lakka   	Adamawa, Nigerija
Lala   	Adamawa, Nigerija
Lama   	Taraba, Nigerija
Lamja   	Taraba, Nigerija
Lau   	Taraba, Nigerija
Ubbo   	Adamawa, Nigerija
Limono   	Bauchi, Plateau, Nigerija
Lopa (Lupa, Lopawa)   	Niger, Nigerija
Longuda (Lunguda)   	Adamawa, Bauchi, Nigerija
Lotiga (QLD), Latjilatji (VIC), Lardiil (QLD), Larakia (NT), Lanima (QLD), Laia (QLD).